# Dag Magnusson
Dag Heinz Eddy Magnusson, född 18 oktober 1971 i Göteborg, är en svensk före detta fotbollsspelare. Han är son till fotbollsspelaren Eddy Magnusson.
Magnusson uppflyttades 1990 från IFK Göteborgs juniorer till A-laget, men spelade bara sju träningsmatcher för klubben. Efter säsongen 1991 gick han i stället till Gunnilse IS i division I södra. Åren 1993–1997 spelade han universitetsfotboll för Gannon University i USA, men kom hem och spelade för Gunnilse under studieuppehållen. Inför säsongen 2000 skrev han kontrakt med Gais, som just hade gått upp i allsvenskan, och spelade 18 allsvenska matcher för klubben, som dock slutade näst sist och omgående åkte ur allsvenskan igen. Han spelade en säsong till med Gais, då klubben även åkte ur superettan 2001, och flyttade sedan till USA ytterligare en vända innan han varvade ner i mindre klubbar.